# 小行星13777
小行星13777（13777 Cielobuio）是一颗绕太阳运转的小行星，为主小行星带小行星。该小行星于1998年10月20日发现。

## 轨道参数
小行星13777的轨道半长轴为2.9456831 UA，离心率为0.085。